# Cúpula del Profeta
La Cúpula del Profeta (en árabe: قبة النبي‎, Qubbat an-Nabi), también conocida como la Cúpula del Mensajero y la Cúpula de Mahoma, es una cúpula independiente situada al norte del Monte del Templo en la ciudad vieja de Jerusalén, en la punta noroccidental de la terraza de la Cúpula de la Roca. 

## Historia
Originalmente, la Cúpula del Profeta, que se remonta a antes del período cruzado, fue reconstruida por Muhammad Bey, gobernador otomano de Jerusalén en 1538-1539, en la época del sultán Solimán I, y restaurada en 1620 por órdenes del gobernador Farrukh Bey. Su última renovación se hizo durante el reinado del sultán Abdul Mejid II. 
Varios escritores musulmanes, sobre todo al-Suyuti y al-Vâsıtî, afirmaron que el lugar de la cúpula es el sitio donde Mahoma condujo a los antiguos profetas y ángeles en oración en la noche del Isra y Mirach, antes de ascender al cielo. Documentos del período otomano indican que una parte de la donación de la Mezquita al-Aqsa y del imaret de Haseki Sultan se dedicó a mantener encendida una lámpara de aceite en la Cúpula del Profeta cada noche.   

## Arquitectura
La estructura octogonal de la Cúpula del Profeta está construida sobre ocho columnas de mármol gris. La cúpula, cubierta con láminas de plomo y sin muros, es semiesférica y se sostiene en arcos apuntados decorados con piedras rojas, negras y blancas. El antiguo mihrab está hecho de una losa de mármol blanco incrustada en el suelo y rodeada de piedras de color rojo y subsecuentemente delimitado por un muro bajo, que tradicionalmente se abría hacia el norte para permitir la entrada a los creyentes musulmanes que se dirigían al sur hacia la Meca en las oraciones musulmanas.   